# Artur Silva
Artur Silva – polityk państwa Gwinea Bissau, członek rządzącej Afrykańskiej Partii Niepodległości Gwinei i Wysp Zielonego Przylądka. Pełnił funkcję ministra edukacji w rządzie  Carlosa Gomesa Júniora oraz ministra spraw zagranicznych. Od 16 stycznia do 16 kwietnia 2018  premier Gwinei Bissau, skupił się na organizacji wyborów parlamentarnych.